# Dirck Gerrits Pomp
Dirck Gerrits Pomp (o Gerritsz. o Gerritszoon), també conegut com a Dirck China (Enkhuizen, 1544 - ?, 1608) fou un mariner neerlandès, el primer neerlandès conegut que visità el Japó. És recordat per haver sigut el primer europeu a albirar les Illes Shetland del Sud, tot i que existeixen seriosos dubtes sobre la veracitat de tal albirament.

## Biografia

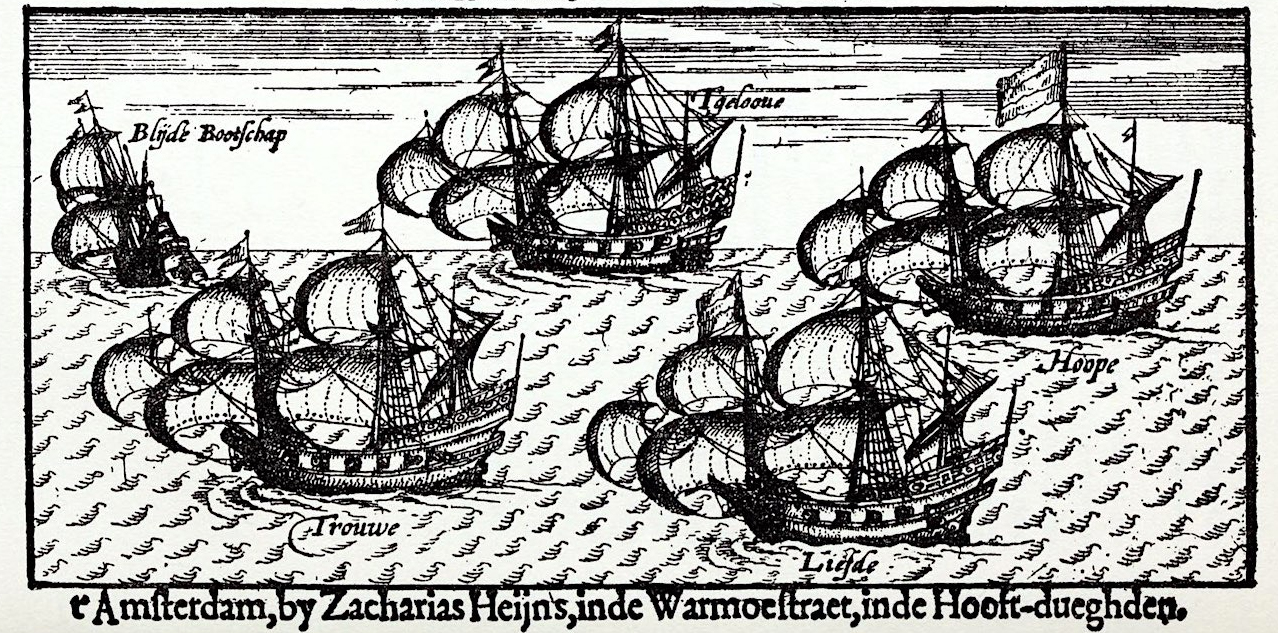
La flota neerlandesa: d'esquerra a dreta: el Blijde Bootschap, el Trouwe, el 't Gelooue, el Liefde i el Hoope. Gravat del.

Dirck Gerritszoon Pomp nasqué a Enkhuizen, als Països Baixos, i s'allotjà amb familiars a Lisboa el 1555, per a aprendre portuguès i conèixer l'ofici de comerciant. En 1568, Dirk s'establí com a comerciant a l'illa de Goa, des d'on visità la Xina i el Japó a bord de vaixells portuguesos. Tot i que la data de la seva primera visita no se sap, s'embarcà al Japó dues vegades abans del 1600 i queda constància que arribà al Japó el 31 de juliol del 1585 en la seva segona visita allà, a bord del vaixell portuguès Santa Cruz. Descrigué el Japó com l'«illa on hi ha una pila de plata i on els vaixells portuguesos arriben cada any amb la seda, que es ven per plata».
Tornà a Enkhuizen l'abril del 1590, on parlà abundantment sobre el Japó i entaulà amistat amb el també comerciant, viatger i historiador neerlandès Jan Huygen van Linschoten, que pel que sembla es basà en part en la informació que li transmeté Pomp per al seu llibre Itinerari.

### Expedició de Mahu (1598)
A l'estiu de 1598, Pomp tornà al mar. s'uní a una expedició neerlandesa de cinc vaixells —Blijde Bootschap, el Trouwe, el 't Gelooue, el Liefde i el Hoope— al comandament de l'almirall Jacques Mahu amb l'objectiu d'obtenir espècies de les Índies Orientals, a través de la punta sud de Sud-amèrica i el Pacífic. En cas que l'expedició fracassés, es dirigirien a comerciar plata amb la Xina o el Japó. En particular, entre els aventurers estava també William Adams, el primer anglès conegut que arribà al Japó. La flota, amb 494 homes, partí del port de Rotterdam el 27 de juny del 1598, però tingueren mala sort des del principi.
Després de sortir d'aigües europees els vaixells passaren des del 2 d'agost al 29 de setembre a les illes de Cap Verd, davant de la costa d'Àfrica. Molts dels tripulants patiren febre i alguns moriren, entre ells l'almirall Jacques Mahu. Morí el 23 de setembre del 1598, deixant l'expedició sense el seu líder. Simón de Cordes substituí Mahu en el comandament i la reorganització dels comandaments conduí Pomp a rebre el comandament de la Blijde Boodschap («Bona Nova», abans capitanejada per Sebald de Weert).
A causa d'un brot d'escorbut, els vaixells feren una breu desviació, del 16 de desembre del 1598 al 2 de gener del 1599, per a aprovisionar-se a l'illa d'Annobón, una illa africana al sud de l'illa de São Tomé. La flotilla finalment creuà l'Atlàntic el gener del 1599 i arribà a l'estret de Magallanes el 7 d'abril del 1599. Malauradament per a ells, trobaren que no podien navegar durant més de quatre mesos a causa dels forts vents adversos. La flota hibernà a la badia de Fortesene fins al 23 d'agost i fins al 28 d'agost a la badia de Ridres. Durant aquell temps, moriren al voltant de 120 tripulants més a causa de les inclemències del clima i els nadius patagons hostils, malgrat que els vaixells encara tenien provisions suficients en aquell moment.
Els forts i adversos vents dispersaren la flota quan travessava l'estret de Magallanes a finals del 1599. El Blijde Boodschap passà l'estret, però fou desviat del seu rumb cap al sud. Segons el relat de Jacob Le Maire, Pomp observà terra muntanyosa a la latitud 64°S. Si fos així, aquella terra serien les illes Shetland del sud i, possiblement, seria el primer albirament europeu de terres antàrtiques. Altres històries, tanmateix, no fan menció d'aquesta observació, posant en dubte la seva veracitat. Una història similar es conta de l'espanyol Gabriel de Castilla el 1603.
Pomp no pogué creuar l'oceà Pacífic. El Blijde Boodschap estava desarborat i tan curt de subministraments que entrà al port de Valparaíso a mitjans de novembre del 1599 i fou capturat pels espanyols. Cinc anys més tard, el 1604, Pomp fou alliberat en un intercanvi de presoners i tornà a casa per a convertir-se en comerciant a Enkhuizen, tot i que no per gaire temps. Se n'anà a bord d'un indiaman (Spiegelretourschip), un vaixell pertanyent a la Companyia Neerlandesa de les Índies Orientals) el 1606 i sembla no haver sobreviscut al viatge de retorn a casa.